# Сухой Семенёк
Сухой Семенёк — деревня в Измалковском районе Липецкой области. Входит в состав Васильевского сельского поселения.

## География
От центра деревни Сухой Семенек радиально расходятся несколько улиц с одним названием — Школьная.

## Название
Название — по реке Сухой Семенёк, на которой находится.

## Население
| 2010 |
| ---- |
| 210  |

Население деревни в 2009 году составляло 228 человек, в 2015 году — 204 человека.

## Инфраструктура
МБОУ ОШ д. Сухой Семенёк

## Транспорт
Доступен автомобильным и железнодорожным транспортом.
Через деревню проходят автомобильная и проселочные дороги.
Находится возле автомобильной дороги 42К-435 Задонск − Донское.